# IJsbout
IJsbout (of Valse IJsbout) is een zeer oud stoofperenras. Het werd al in de vroege middeleeuwen genoemd. Vermoedelijk is het een ras uit Nederland.

## Beschrijving
De boom is een goede groeier en werd aangeplant als hoogstam. De bloesem verschijnt na de vorstperiode in mei. Later werd het ook gekweekt als laag- en halfstam onder de naam Valse IJsbout.
De vrucht is middelgroot en heeft een ronde regelmatige druppelvorm. De pluk is vanaf eind oktober en de vrucht kan na rijping in januari - maart worden geconsumeerd.
De peer is alleen geschikt als keukenpeer (stoofpeer), omdat ook na lange rijping (tot april) de smaak onbeduidend blijft.
| deel         | IJbout                                       | Besi d' Héry                                                    |
| ------------ | -------------------------------------------- | --------------------------------------------------------------- |
| Vrucht       | Middelgroot, regelmatig gevormd.             | Middelgroot, regelmatig gevormd.                                |
| Vorm         | Rond                                         | Rond                                                            |
| Kleur        | Groen met kleine stippels en bruine vlekken. | Groen met fijne bruine stippen en bij de steel roestkleur.      |
| Vruchtvlees  | Groenachtig wit, grof korrelig.              | Wit, fijn, halfzacht, korrelig.                                 |
| Sap          | Sappig maar rauw weinig smaak                | Veel, zoet, weinig smaak.                                       |
| Kelk         | Matig, half open, niet ingezonken.           | Matig, half open, niet ingezonken.                              |
| Steel        | Lang, vrij dun, lichtelijk ingezonken.       | Slank, gebogen, ingezonken in een smalle trechtervormige holte. |
| Gebruikstijd | November - Januari                           | November - januari                                              |

## Geschiedenis

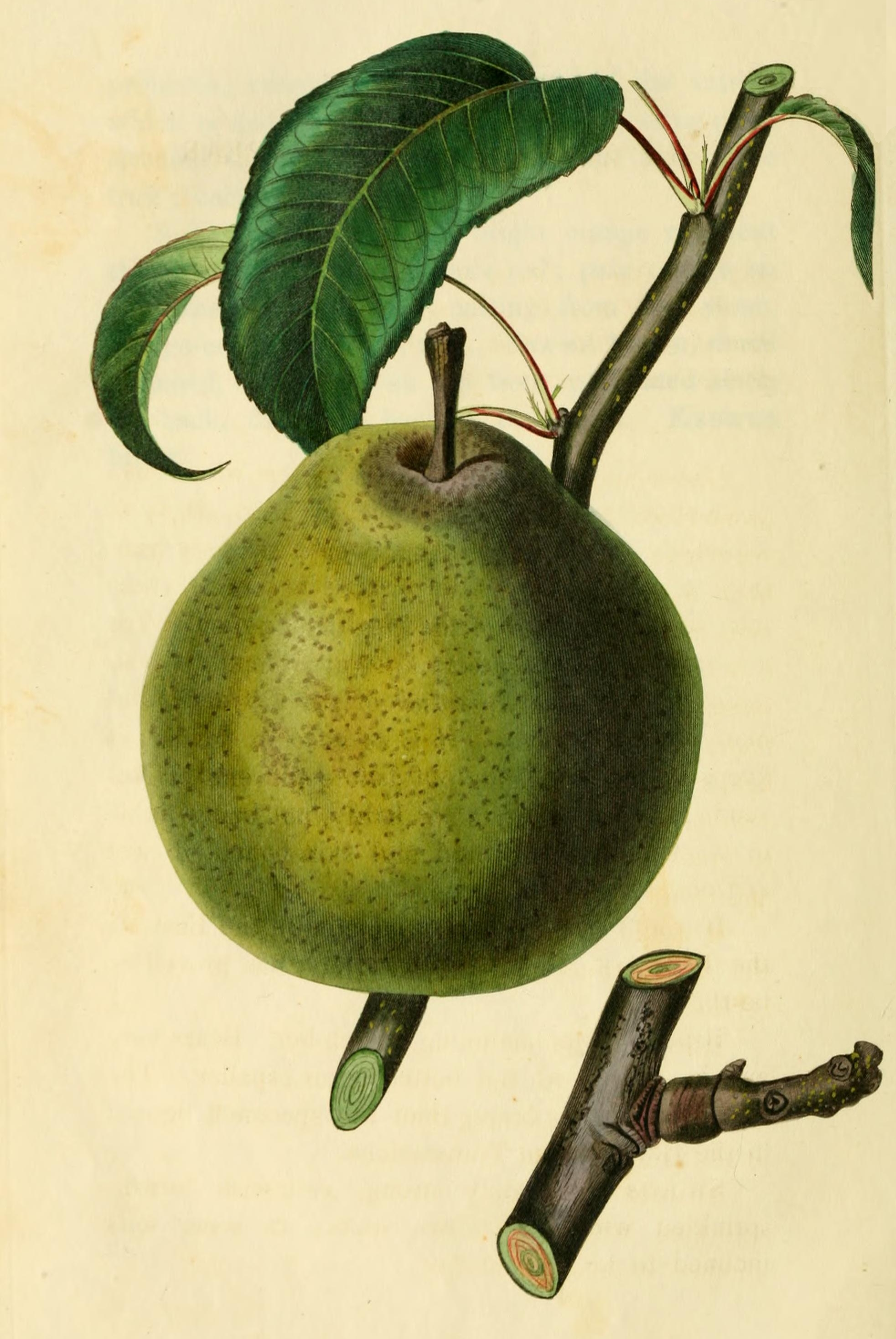
Besi d' Héry

De afkomst van dit ras is onzeker, aangenomen wordt dat het een Nederlands ras is.
De fruitteelt werd in de middeleeuwen vooral bedreven door de kloosters en kastelen, vanaf de 15e eeuw ook wel door telers. De monniken van de abdij van Egmond verkochten 500 kilo ijsbouten in 1485 als deel van hun fruitoogst.
Onderzoek door H. Rossel in 2020 wijst op een mogelijke verwantschap of afkomst uit Bretagne in Frankrijk. De stoofpeer Bezy d’Héry vertoont veel overeenkomsten met de IJsbout. Conclusie: "Onze eens zo bekende IJsbout zou wel eens de al veel eerder, vóór 1628 al in Bretagne gevonden en ooit kennelijk zowel in Frankrijk als Duitsland verspreide en beschreven Besi d’Héry kunnen zijn".

## Synoniemen
IJsbout, Pondspeer, Mogol, Ronde Gratiole. Het aantal synoniemen is groot, bijvoorbeeld Pondspeer en Grand Monarque. Het niet altijd zeker is of het altijd om hetzelfde ras gaat.